# Basílica de Nossa Senhora Auxiliadora (Niterói)
Basílica de Nossa Senhora Auxiliadora é um templo católico da cidade de Niterói, localizado na Rua Santa Rosa, bairro de Santa Rosa, compondo o conjunto arquitetônico do Colégio Salesiano Santa Rosa, dedicado a Nossa Senhora Auxiliadora, padroeira da ordem religiosa dos Salesianos e da Arquidiocese de Niterói. 

## Características
A basílica, de uma arquitetura majestosa, reúne dois tipos de traços arquitetônicos distintos perfeitamente combinados, o moçárabe e o gótico, e uma torre alta e vitrais. Tem o maior órgão de tubos da America Latina e o terceiro maior do mundo, possuindo 11.130 tubos sonoros e seus grandes sinos são ouvidos em todo o bairro, apesar do ruido do comércio e trânsito local. É a casa primacial dos filhos de São João Bosco no Brasil.

## História
Foi erguida em dezembro de 1901 data do lançamento da Primeira Pedra, um ano anterior à inauguração do Monumento de Nossa Senhora Auxiliadora. A nova igreja substituiu a modesta capela construída pelo padre Miguel Borguino, no ano de 1884. Os ideais eram do Padre Luiz Anchieta, mas a construção da “obra-prima”, como era considerada, ficou por conta do engenheiro italiano e salesiano Domingos Delpiano. Foi inaugurada no dia 24 de dezembro de 1918.
Em primeiro de julho de 1944, o bispo, considerando as dificuldades de acesso à Matriz de Santa Rosa de Viterbo, no alto de uma ladeira no bairro do mesmo nome, transferiu a sede paroquial para a Igreja, hoje Basílica de Nossa Senhora Auxiliadora. A transferência da sede da Matriz resultou na mudança do título da paróquia para Paróquia de Nossa Senhora Auxiliadora. Foi elevada à condição de basílica pelo Papa Pio XII, no dia 12 de setembro de 1950.